# Il fiume del terrore
Il fiume del terrore (12 Days of Terror) è un film per la televisione del 2004 diretto da Jack Sholder e interpretato da Colin Egglesfield, Mark Dexter, Jenna Harrison e John Rhys-Davies. Basato su una storia vera, ruota attorno agli attacchi di squalo del Jersey Shore del 1916, come raccontato nel romanzo di Richard Fernicola, in cui un giovane squalo bianco inizia una serie di attacchi che si svolgono nel corso di dodici giorni a New Jersey. È stato presentato in anteprima su Animal Planet e successivamente su Discovery Channel.

## Trama
Il 1 luglio 1916 nel New Jersey durante la prima guerra mondiale, il bagnino locale Alex Trednot veglia su una delle spiagge. Dopo essere stato avvicinato dal migliore amico Stanley Fisher e dall'ex fidanzata Alice sulla sua opinione per una torta nuziale e aver grigliato il collega bagnino Danny Bruder, Alex si precipita a salvare il bagnante Charles Van Sand, che viene attaccato da una forza invisibile. Alex e altri quattro bagnini salvano Charles, ma la sua gamba sinistra è ferita. Alex crede che fosse uno squalo, ma poiché non lo vedeva bene, la sua storia viene respinta e le spiagge restano aperte. Tuttavia, un capitano di una barca locale crede ad Alex, che ha cacciato gli squali per gran parte della sua vita. Alex visita un negozio di abbigliamento per convincere il sindaco Perillo a chiudere le spiagge, ma dice che non può a meno che gli esperti non confermino che è uno squalo. Questo delude Alex.
Più tardi quella sera, il presidente Woodrow Wilson si reca a Jersey Shore (che è la sua città natale) e tiene un discorso sul cambiamento e la sicurezza dalla guerra. Il commissario Meel, il capo di Alex, assicura ancora una volta ad Alex che l'attacco non si ripeterà. Alice va da Alex e glielo chiede, nonostante sia felice sia per lei che per Stan, se ha dei rimpianti, a cui lui le chiede lo stesso. Il 7 luglio, il giorno dopo la morte di Charles Van Sand e sei giorni dopo l'attacco, molte più persone vengono sulle spiagge. Quando Danny esce per recuperare due nuotatori che si avventurano troppo lontano dalla riva, viene attaccato dallo squalo. Alex e altri bagnini lo salvano, ma entrambe le sue gambe sono scomparse e muore rapidamente. Alex si avvicina a Meel e lo rimprovera, ricordandogli quello che ha detto e quanto si sbagliava. Di conseguenza, Alex si è licenziato.
A New York City, il wrangler di animali selvatici Michael Schleisser legge degli attacchi degli squali e decide di andare nel New Jersey per trovare lo squalo. In una conferenza stampa, il direttore del museo, il dottor Frederick Lucas e l'ittiologo John Nichols parla del fatto che stanno indagando sugli attacchi degli squali e che vengono prese precauzioni per prevenire un altro attacco. Nel frattempo, Alex era scomparso da due giorni. Stan lo trova in un ristorante e cerca di convincerlo a riprendere il suo lavoro. Ma Alex rifiuta, dicendo che non lavorerà per qualcuno disposto a lasciare che le persone vengano ferite per buoni affari. Dopo che Stan se ne va, il Capitano va da Alex e gli offre un lavoro per aiutare a costruire reti d'acciaio per prevenire un altro attacco di squali. Mentre monta la recinzione, una delle persone sulla barca del Capitano pensa di vedere lo squalo e spara in acqua, colpendo involontariamente uno dei subacquei.
Con la rete d'acciaio a posto, riaprono le spiagge. Schleisser alla fine arriva a Jersey Shore. Un gruppo di ragazzi chiede a Stan di aiutarli a giocare a baseball. Alex e Stan parlano e i due si perdonano. Il dottor Nichols incontra Alex e gli chiede dello squalo. Altrove in una fabbrica di cesti, Lester lavora per mettere insieme cesti. I suoi amici gli chiedono di unirsi a loro nel fiume, ma Lester sta lavorando e non è ancora partito finché suo padre non glielo dice. Il capitano si trova in cima a un ponte e nota uno squalo che nuota nel Matawan Creek, a monte del fiume Raritan. Fa una telefonata al riguardo, ma è considerato pazzo.
Il capitano risale il fiume, raggiungendo infine una piccola città e cerca di avvertire tutti di stare lontano dal fiume. Tuttavia, Lester e i suoi amici vengono attaccati dallo squalo. Stan e altri amici corrono al fiume per salvare Lester. Tuttavia, non lo trovano. Il capitano trova Alex e lo avverte dello squalo. Passano le ore e anche quando mettono una rete per prendere il bambino, continuano a non trovarlo. Lo squalo è ancora in giro e graffia uno degli uomini alla ricerca di Lester. Gli amici di Stan si arrendono, ma Stan resta per trovarlo. Dopo pochi istanti, trova finalmente Lester. L'istante successivo, lo squalo attacca e Stan lascia cadere il bambino. Alex colpisce lo squalo con un remo, facendogli lasciare Stan. Lo squalo nuota via. Mentre il Capitano segue lo squalo, Alex si precipita a portare Stan da un dottore.
Una madre che fa un picnic con le sue figlie nota lo squalo che sta venendo a valle e nota un gruppo di ragazzi che nuotano. Lei cerca di avvertirli, ma uno di loro viene attaccato. Il capitano arriva in tempo e sperona lo squalo, costringendolo a liberare il ragazzo. Lo squalo nuota a valle fino all'oceano. Mentre su un treno diretto all'ospedale, Stan muore per lo shock e dissanguato. Questo evento rattrista sia Alex che Alice. Uomini e donne lanciano dinamite e sparano con winchester nel fiume per colpire lo squalo. Più tardi, il 12 luglio, il Capitano avrebbe "catturato" lo squalo. Alex va in un hotel e si consulta con il dottor Nicholes, il quale conferma che Alex sta cercando un giovane squalo bianco, anche se considera la possibilità che sia uno squalo leuca da quando ha nuotato a monte. Nicholes dice ad Alex di trovare lo squalo dove ha avuto successo, ma non di trovarlo da solo.
Alex incontra Michael Schleisser e gli chiede dello squalo. Conferma che non è disposto ad uccidere lo squalo per soldi e non vuole che nessun altro venga ucciso. Alex si avvicina al Capitano e gli conferma che lo squalo che ha ucciso è lo squalo sbagliato. Provando simpatia per il Capitano dal momento che la gente lo chiamava pazzo, Alex dice che possono trovare il vero squalo. Alex e il Capitano vanno insieme per uccidere lo squalo. Durante la ricerca e persino l'incontro con lo squalo, il Capitano e Alex incontrano Schleisser, che ha una rete sotto la sua piccola barca per catturare lo squalo. Lo squalo riappare e viene catturato nella rete. Traina Schleisser nella sua rete, sperando che si stanchi e muoia. A un certo punto si ferma e ribalta Schleisser. Alex e il Capitano riescono a salvare Schleisser e Alex intrappola lo squalo ancora di più prima che possa scappare. 
Dopo diverse ore, il gruppo riporta lo squalo a terra e lo appende in modo che tutti lo vedano. Il dottor Nichols conferma che si tratta di un grande bianco giovanile. Alex chiede al dottor Nichols di diventare un ittiologo e dice di incontrarlo nel suo studio. Dopodiché, Alex e Alice tornano insieme. Dopo che lo squalo è stato finalmente catturato al largo, è stata eseguita un'autopsia e si dice che nel suo stomaco siano stati trovati resti di carne umana con ossa. Alla fine, quattro persone furono uccise, un quinto gravemente ferito e i resti di Lester non furono mai recuperati. Poiché una propensione per la carne umana è innaturale negli squali, gli scienziati stanno ancora studiando perché questo squalo ha fatto quello che ha fatto.

## Produzione
Il film, diretto da Jack Sholder su una sceneggiatura di Jeffrey Reiner e Tommy Lee Wallace con il soggetto di Richard Fernicola, fu prodotto da Dennis Stuart Murphy per la Orly Adelson Productions e la Discovery Channel. 
Gli effetti speciali, coordinati da Cordell McQueen, furono realizzati dalla Technicolor Creative Services. La musica è firmata da J. Peter Robinson.

## Distribuzione
Il film fu trasmesso negli Stati Uniti il 1º maggio 2004 con il titolo 12 Days of Terror sulla rete televisiva Discovery Channel. È stato poi distribuito negli Stati Uniti in DVD dal 25 aprile 2006 dalla MTI Home Video.
Alcune delle uscite internazionali sono state:
- nei Paesi Bassi il 5 luglio 2005 (in DVD)
- in Brasile (12 Dias de Terror)
- in Finlandia (12 days of terror - kauhu nousee syvyyksistä)
- in Germania (Der weiße Hai - Die wahre Geschichte)
- in Spagna (La playa del terror)
- in Francia (Panique à New Jersey)
- in Italia (Il fiume del terrore)